# Francesco II. Gonzaga

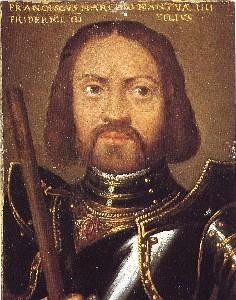
Francesco II. Gonzaga

Francesco II. Gonzaga (auch: Gianfrancesco II. Gonzaga) (* 10. August 1466 in Mantua; † 29. März 1519 ebenda) war der älteste Sohn des Markgrafen Federico I. Gonzaga von Mantua mit Margarete von Bayern und regierte als dessen Nachfolger  (1484–1519).
Der begeisterte Jäger genoss eine ausgezeichnete Ausbildung in der von Vittorino da Feltre gegründeten Prinzenschule.
Er heiratete am 12. Februar 1490 in Mantua die 16-jährige Isabella d’Este (* 18. Mai 1474; † 13. Februar 1539), Tochter des Herzogs Ercole I. von Ferrara. Sein Vater hatte bereits zwölf Jahre zuvor für seinen Sohn um Isabella geworben.
Francesco II. war ein berühmter Condottiere. Er trat 1484 in den Militärdienst des Herzogtums Mailand ein, stand von 1489 bis 1498 als Militärkommandeur in Diensten Venedigs und ließ in dieser Zeit Mantua von seiner Frau Isabella regieren. In der Schlacht bei Fornovo besiegte er die Franzosen unter König Karl VIII. Im Jahre 1499 wechselte er neuerlich die Seiten, bot seine Dienste dem französischen König Ludwig XII. an und wirkte für diesen 1503 als Generalstatthalter im Königreich Neapel. 1509 kämpfte er gegen Venedig, wurde gefangen und kam erst ein Jahr später gegen Austausch seines Sohnes (Federico II. Gonzaga) an Rom als unabhängigen Dritten wieder frei. Vom Papst Julius II. durch die Geisel erpresst, trat er danach in päpstliche Dienste ein, wodurch er 1510 Oberster Kommandant der päpstlichen Truppen (Gonfaloniere di Santa Romana Chiesa) wurde, d. h. wiederum in der Heilige Liga (1511) auf der anderen Seite gegen seine vorherigen Verbündeten Frankreich und Ferrara (Heimat seiner Frau Isabella d’Este) stand. Aufgrund seiner fortschreitenden Syphilis entzog er sich daraufhin dauerhaft dem Schlachtfeld.
Francesco und Isabella hatten sieben Kinder:
- Eleonora Gonzaga della Rovere (* Mantua 31. Dezember 1493, † Urbino 13. Februar 1550) ⚭ Francesco Maria I. della Rovere (* 1490, † 1538), Herzog von Urbino
- Margherita Gonzaga (* 13. Juli 1496, † 22. September 1496)
- Federico II. Gonzaga (* 1500, † 1540), Markgraf von Mantua 1519, 1. Herzog von Mantua 1530, Markgraf von Montferrat 1533, ⚭ 1531 Margarete von Montferrat (1510–1566), Tochter des Markgrafen Wilhelm XI.
- Ippolita Gonzaga (* 13. November 1503, † 16. März 1570), Nonne
- Ercole Gonzaga (* 22. November 1505; † 2. März 1563 in Trient), Kardinal 1527, Regent für seinen Neffen 1540
- Ferrante I. Gonzaga (* 1507, † 1557), Graf von Guastalla 1539, Vizekönig von Sizilien 1536–1546, Vizekönig von Mailand seit 1546 ⚭ 1529 Isabella von Capua († 1559), Tochter des Fürsten Ferdinand von Molfetta
- Livia Gonzaga (* 1509, † 1569), Nonne und Äbtissin

## Bibliografie
- Gino Benzoni: FRANCESCO II Gonzaga, marchese di Mantova. In: Fiorella Bartoccini (Hrsg.): Dizionario Biografico degli Italiani (DBI). Band 49: Forino–Francesco da Serino. Istituto della Enciclopedia Italiana, Rom 1997.
- Giuseppe Coniglio: "I Gonzaga"; dall´Oglio editore